# Monday Bookmark
Monday Bookmark（マンデーブックマーク）は、山陰放送（BSSラジオ）で毎週月曜日に生放送されていたラジオ番組。2012年4月2日放送開始 - 2013年9月23日終了。BSSラジオの番組では唯一、毎週Ustream配信していた。

## 放送時間・配信形態
| 期間          | 期間          | 放送時間      | Ustream音声 |
| ------------- | ------------- | ------------- | ----------- |
| 2012年4月2日  | 2012年9月24日 | 20:00 - 21:00 | あり        |
| 2012年10月1日 | 2013年3月25日 | 20:30 - 21:00 | あり        |
| 2013年4月1日  | 2013年9月23日 | 18:30 - 20:30 | なし        |

## パーソナリティ
過去のパーソナリティも含む。
| 氏名     | 放送当時の肩書                                                             | 期間         | 期間           | 備考               |
| -------- | -------------------------------------------------------------------------- | ------------ | -------------- | ------------------ |
| 橋本航介 | BSSアナウンサー                                                            | 2013年1月7日 | 2013年9月23日  |                    |
| NAOKO    | 島根大学生                                                                 | 2012年9月3日 | 2012年12月17日 | 月1出演時          |
| NAOKO    | 島根大学生                                                                 | 2013年1月7日 | 2013年8月      | 月1                |
| SHOKO    | 島根大学生                                                                 | 2012年9月3日 | 2013年1月7日   | 月1出演 ※後述      |
| 山根伸志 | BSSアナウンサー                                                            | 2012年4月8日 | 2012年8月27日  |                    |
| ユウト   | 鳥取県住みます芸人（よしもとクリエイティブ・エージェンシー広島事務所所属） | 2012年9月3日 | 2012年12月31日 | 東京進出に伴い降板 |

## コーナー

### 2013年4月から
| 時刻    | コーナー                   | 概要                                                           |
| ------- | -------------------------- | -------------------------------------------------------------- |
| 18:30   | 放送開始                   | 放送開始                                                       |
| 18:40頃 | 航介のこれ気になるっ！     | 橋本が気になっているものを紹介するコーナー                     |
| 18:55頃 | ニュース・天気予報         | ニュース・天気予報                                             |
| 19:00   | 新着Bookmark               | 新着ズキューンの番組終了に伴い新譜を公開するコーナーとして新設 |
| 19:20頃 | リスナー電話リクエスト     | リスナー電話リクエスト                                         |
| 19:35頃 | 今週のBookmarkアーティスト | 今週のBookmarkアーティスト                                     |
| 19:55頃 | ニュース・天気予報         | ニュース・天気予報                                             |
| 20:00   | 山陰フレッシュパーソン     | これから注目の山陰の若者を紹介するコーナー                     |
| 20:29   | 本編終了                   | 本編終了                                                       |

※生放送のためコーナーの時刻、順番は変更になることがある。
※放送末期には番組進行の都合で割愛されることも多く、天気予報のみ放送していた。

### 過去のコーナー
橋本時代（初期）は、2013年1月7日から3月25日までを指す。
ユウト時代
- 山陰大喜利グランプリ

ネタコーナー。毎回あるお題に対して大喜利風に答えるコーナー。
- リスナー増加大作戦！

どうすればリスナーが増えるのか、月1レギュラー（当時）の女子大生と考えるコーナー。
山根時代
- 飯友Bookmark

Ustreamのみのコーナー。曲中やCM中など権利の理由で配信できない時に配信されていた。
ユウト時代・橋本時代（初期）
- フリートーク

Ustreamのみのコーナー。曲中やCM中など権利の理由で配信できない時と本編前後に配信されていた。
ユウト時代はソーシャルストリームの読み上げ、橋本時代（初期）はNAOKOとのトークが主だった。
橋本時代（初期）は本編終了後のトークは「反省会」として行われていた。
2013年3月25日を最後に、Ustreamでの音声配信終了と同時に終了。

## 備考
- 橋本がパーソナリティーになった後は、SHOKOは2013年1月7日以外出演していない。
- ユウトの頃はNAOKOとSHOKOの出演は基本的に月1回だったが、2回出演した月もある。